# Organización de Resistencia del Ejército
La Organización de Resistencia del Ejército (ORA) (Organisation de Résistance de l'Armée en francés) fue durante la Segunda Guerra Mundial, una organización de la Resistencia francesa compuesta por militares del ejército francés. Fue fundada el 31 de enero de 1943 por el general francés Aubert Frère tras la entrada de las fuerzas de la Wehrmacht en la hasta entonces zona libre de Francia establecida por el armisticio de 1940.
La ORA, declarada apolítica, estaba formada por antiguos miembros y oficiales de las fuerzas armadas francesas, muchos de los cuales servían en el llamado Ejército del Armisticio al servicio del gobierno de Vichy. La ORA desarrolló su actividad guerrillera principalmente en la zona sur donde sus operaciones de sabotaje y hostigamiento a las tropas nazis contribuyó al avance de los aliados en Francia. En 1944, la ORA se fusionó junto con el Ejército Secreto y los Francotiradores y Partisanos para constituir las Fuerzas Francesas del Interior.
Aubert Frère fue arrestado y deportado en 1943 al campo de concentración de Struthof-Natzweiler donde falleció. El mando de la ORA fue asignado entonces al general Jean-Edouard Verneau, que arrestado en octubre de 1943, corrió la misma suerte que Frère en el Campo de concentración de Buchenwald. Posteriormente, la ORA fue dirigida por el general Georges Revers asistido por el general adjunto Pierre Brisac.
Al término de la guerra, la ORA había sufrido más de 1600 bajas en combate o fusiladas, de las cuales 327 eran oficiales o suboficiales. Más de 850 miembros fueron deportados de los cuales 360 desaparecieron.

## Los Miembros
Fernand Allemandet
Jacques Boutet
Pierre Brisac
Marcel Descour
Aubert Frère (1881- 13.6.1944 / KZ Natzweiler-Struthof)
Henry du Fresne de Virel
Jacques de Grancey
Joseph Guillaut
Jacques Journois
Jacques Lècuyer
Francois Masnou
Henry Michaud
Henri Mingasson
Andrè Pommiès
Georges Revers
Jean-Edouard Verneau (1890 - 14.9.1944 / KZ Buchenwald)